# سنبورن (داکوتای شمالی)
سنبورن(به انگلیسی: Sanborn) شهری در ایالت داکوتای شمالی کشور ایالات متحده آمریکا است که جمعیت آن در سرشماری سال ۲۰۱۰ میلادی، ۱۹۲ نفر بوده‌است.